# Micah McFadden
Micah McFadden (Tampa, Florida, 3 de enero de 2000) es un jugador profesional estadounidense de fútbol americano, se desempeña en la posición de linebacker en New York Giants, en la National Football League (NFL).

## Carrera
Fue seleccionado en la quinta ronda en la Reunión Anual de Selección de Jugadores de la NFL de 2022. Hizo su debut profesional con el equipo New York Giants, donde lleva jugando dos temporadas.